# Гаї (Кременецький район)
Гаї́ — село в Україні, у Кременецькій міській громаді Кременецького району Тернопільської області України. До села приєднано хутори Ковалики, Медлики, Олексюки, Панасюки (Паленики), Петруки, Росолі, Рудники, Хмелі.
З облікових даних виключений хутір Гаївці (Струлія) у зв'язку з переселенням жителів.
Населення — 367 осіб (2001).

## Історія
Перша писемна згадка — 1785.
На 1936 рік село входило до ґміни Бережці Кременецького повіту.
12 червня 2020 року, відповідно до розпорядження Кабінету Міністрів України № 724-р «Про визначення адміністративних центрів та затвердження територій територіальних громад Тернопільської області», увійшло до складу Кременецької міської громади.
19 липня 2020 року, в результаті адміністративно-територіальної реформи та ліквідації Кременецького (1940-2020) району, село увійшло до складу новоутвореного Кременецького району.

## Населення
За даними перепису населення 2001 року мовний склад населення села був таким:
| Мова       | Число ос. | Відсоток |
| ---------- | --------- | -------- |
| українська |           | 99,46    |
| російська  |           | 0,54     |

## Пам'ятки
Є церква святого Михаїла (1922).

## Пам'ятники
Споруджено пам'ятник полеглим у німецько-радянській війні воїнам-односельцям (1967).

## Соціальна сфера
Діють загальноосвітня школа І-ІІ ступенів, Будинок культури, бібліотека, ФАП.

## Галерея

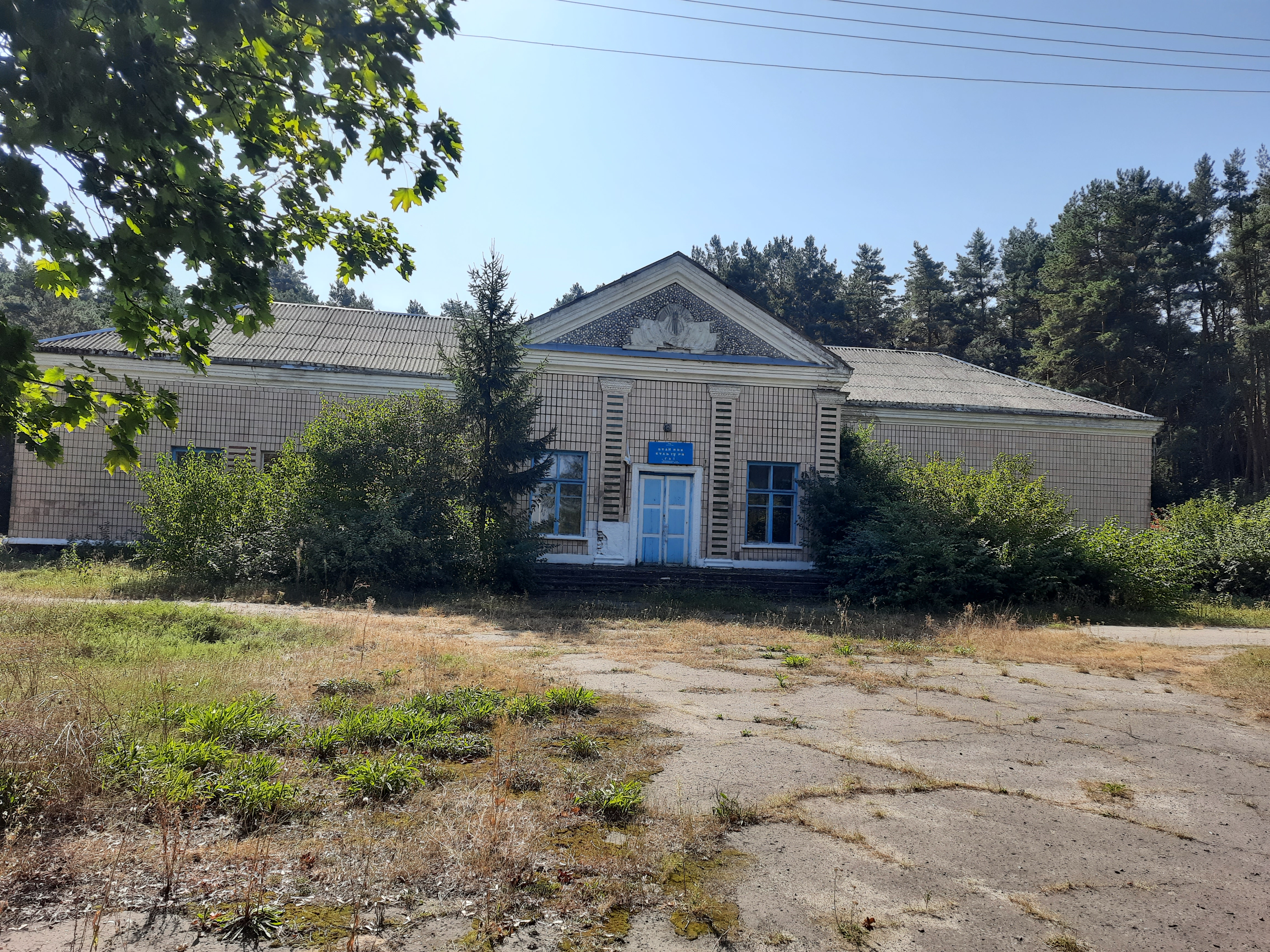
Будинок культури
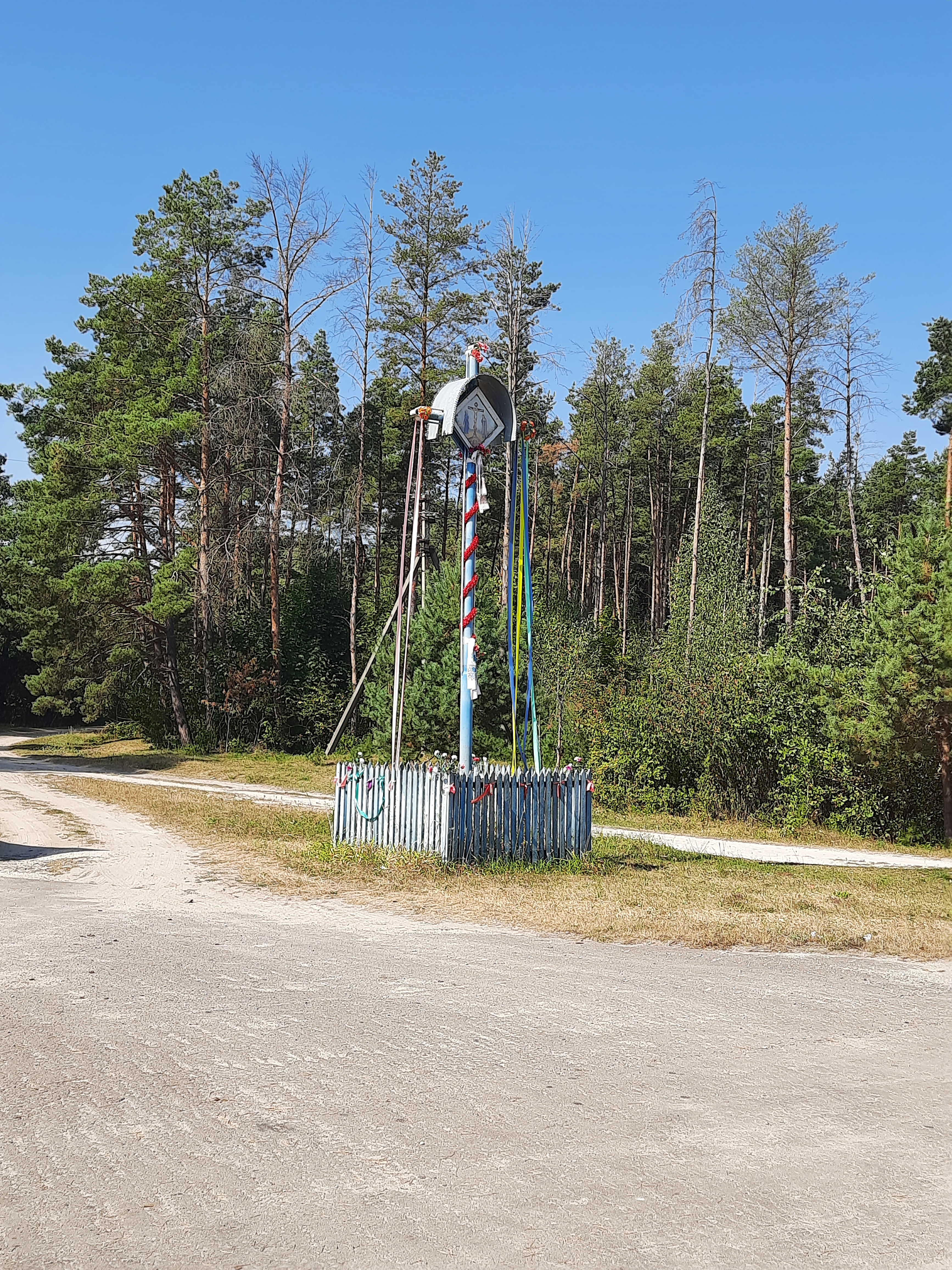
Пам'ятний хрест
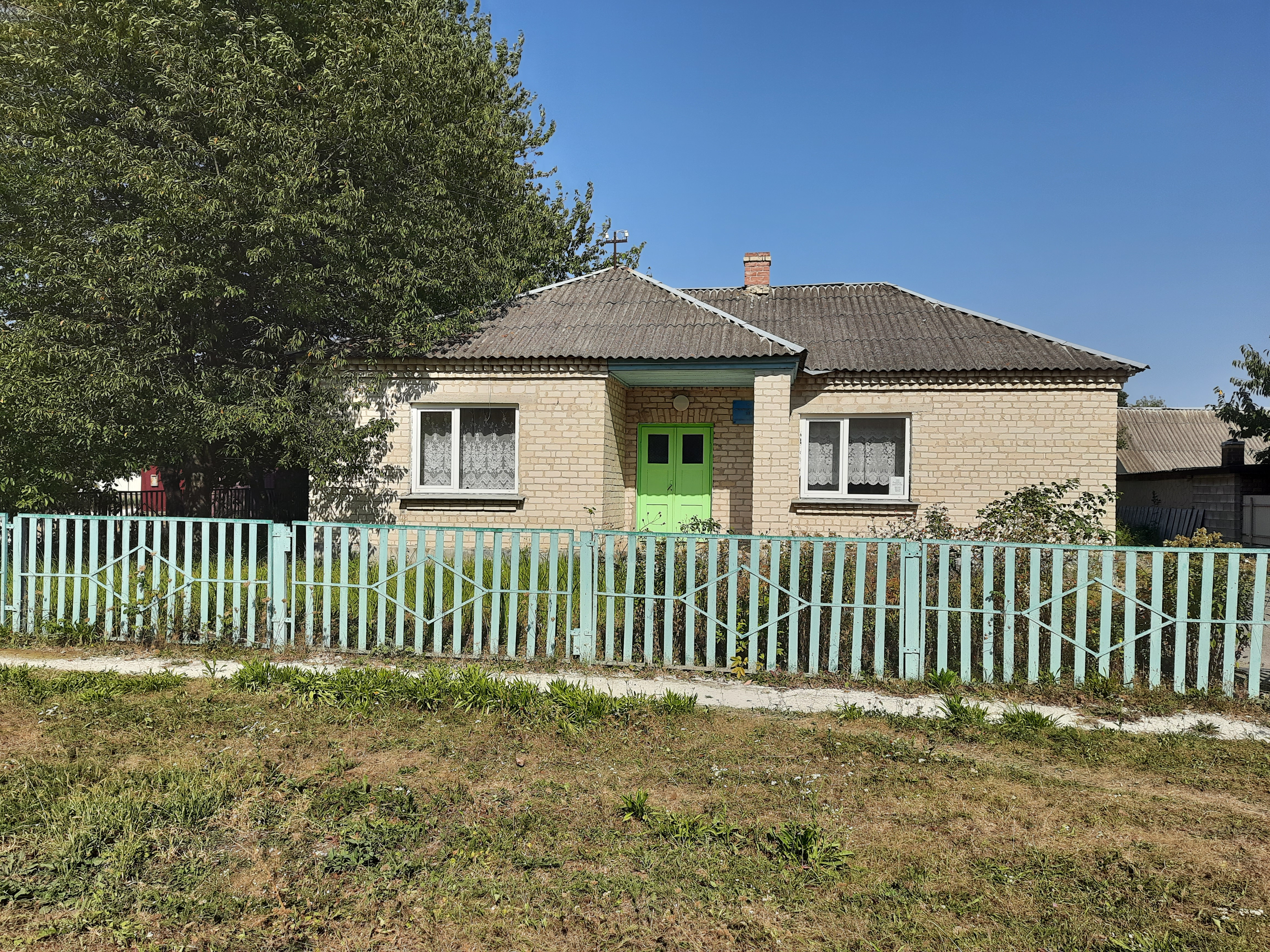
Фельдшерсько-акушерський пункт
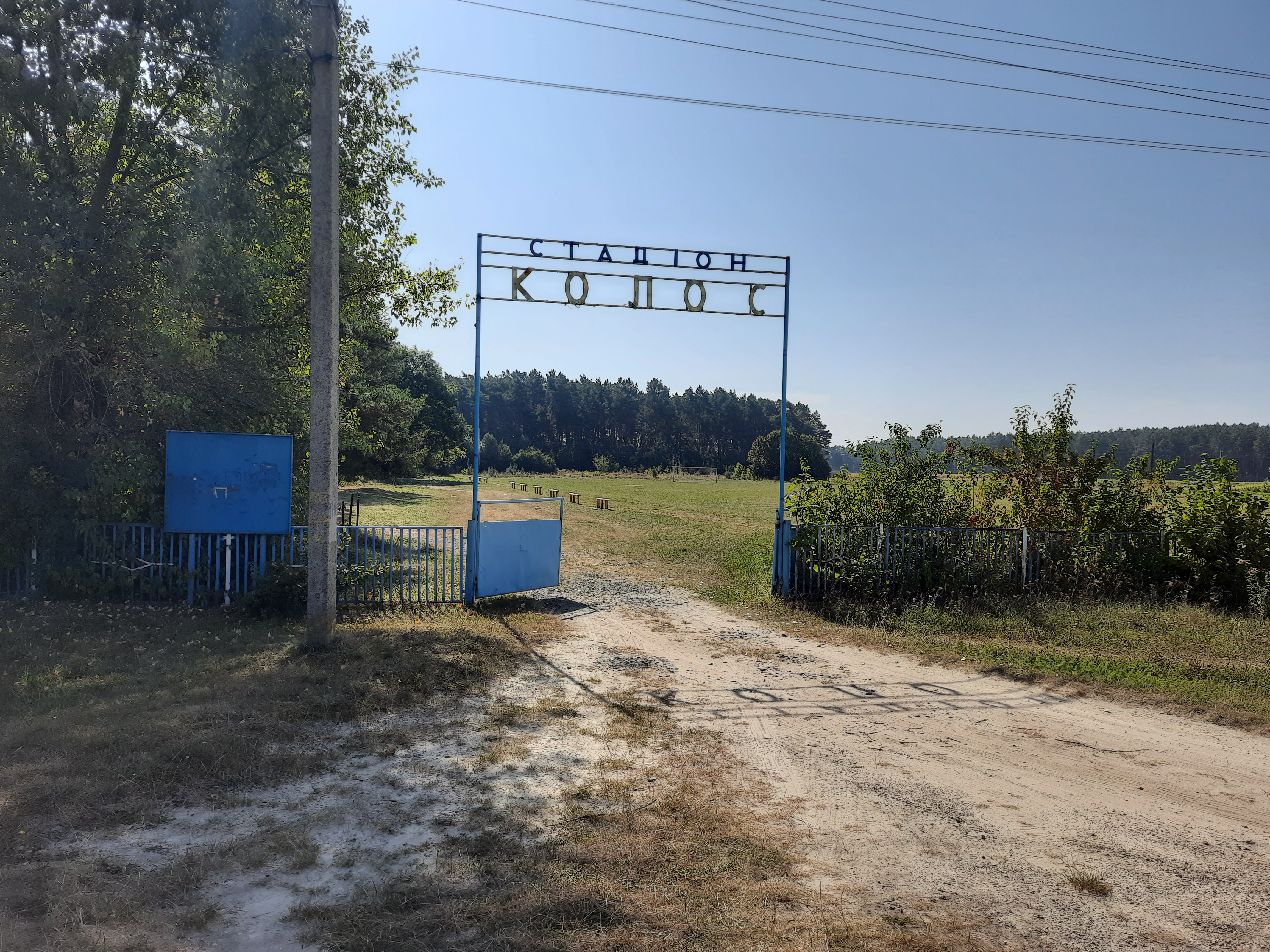
Стадіон
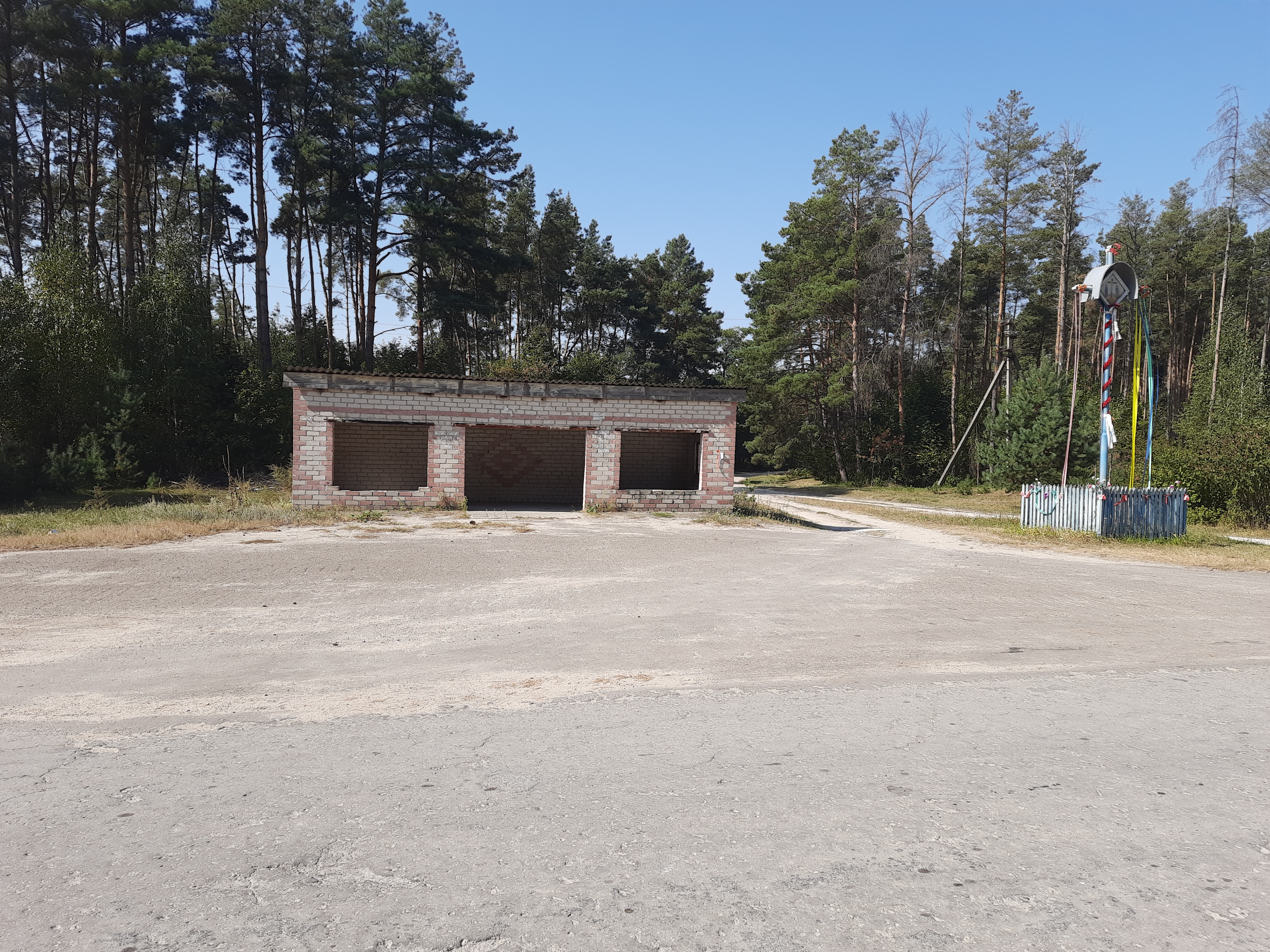
Автобусна зупинка